# Ꙣ
Le dé mou (capitale Ꙣ, minuscule ꙣ) est une lettre archaïque de l’alphabet cyrillique utilisée aux XIe et XIIe siècles.

## Utilisation
Ꙣ représente un д palatalisé, pouvant aussi être écrit ‹ д҄ ›,,.

## Représentations informatiques
Le dé mou peut être représenté avec les caractères Unicode suivants :
| formes    | représentations | chaînes de caractères | points de code | descriptions                       |
| --------- | --------------- | --------------------- | -------------- | ---------------------------------- |
| capitale  | Ꙣ               | Ꙣ                     | U+A662         | lettre majuscule cyrillique dé mou |
| minuscule | ꙣ               | ꙣ                     | U+A663         | lettre minuscule cyrillique dé mou |